# 아마존사우루스

아마존사우루스(Amazonsaurus)는 백악기 전기에 서식한 용각류 공룡이다. '아마존의 도마뱀'이라는 뜻이 있다. 몸길이는 10~12m, 몸무게는 10t 정도로 추정하고 있다.